# Animax Entertainment
Animax Entertainment es un estudio de producción interactivo ganadora de los premios Emmy situado en Van Nuys, California. Se dedica a crear caracteres de todo tipo y tienen experiencia para trabajar en cualquier tipo de pantalla o medio de comunicación. Entre los clientes de Animax se encuentran Disney, ESPN, Warner Bros., National Geographic, Sesame Workshop y WWE.